# جوزيف دفي
جوزيف دفي (بالإنجليزية: Joseph Duffy)‏  (و. 1934  م) هو قسيس، ومترجم، ومترجم الكتاب المقدس ‏ أيرلندي، ولد في دبلن.

## مناصب
تولى منصب أسقف كلوغر ‏ (حتى 6 مايو 2010)
- أسقف.

## التعليم
تعلم في Maynooth University ‏.